# Horses & Dreams
Koordinaten: 52° 11′ 24,1″ N, 7° 57′ 35,8″ O

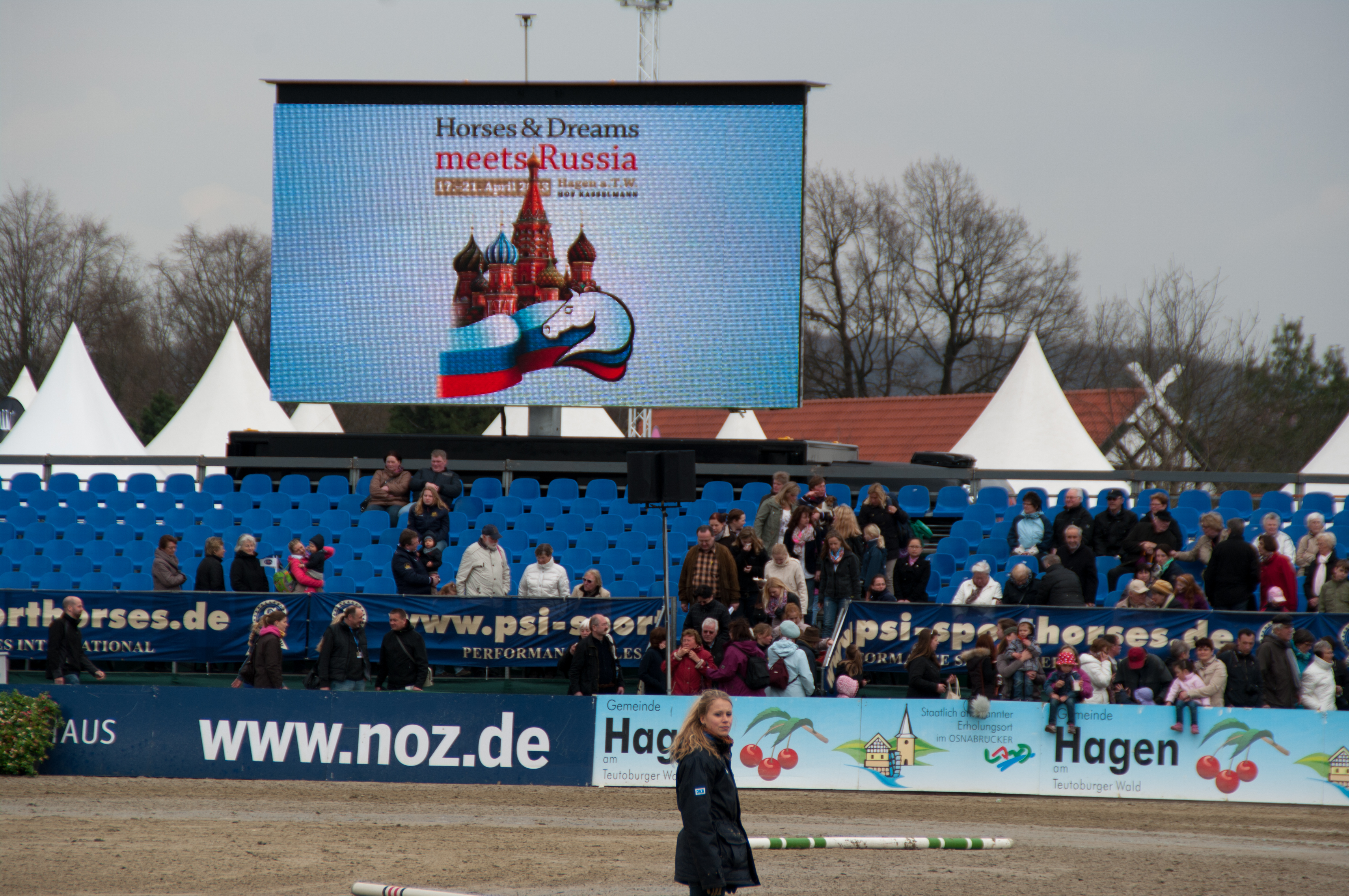
Springstadion 2013

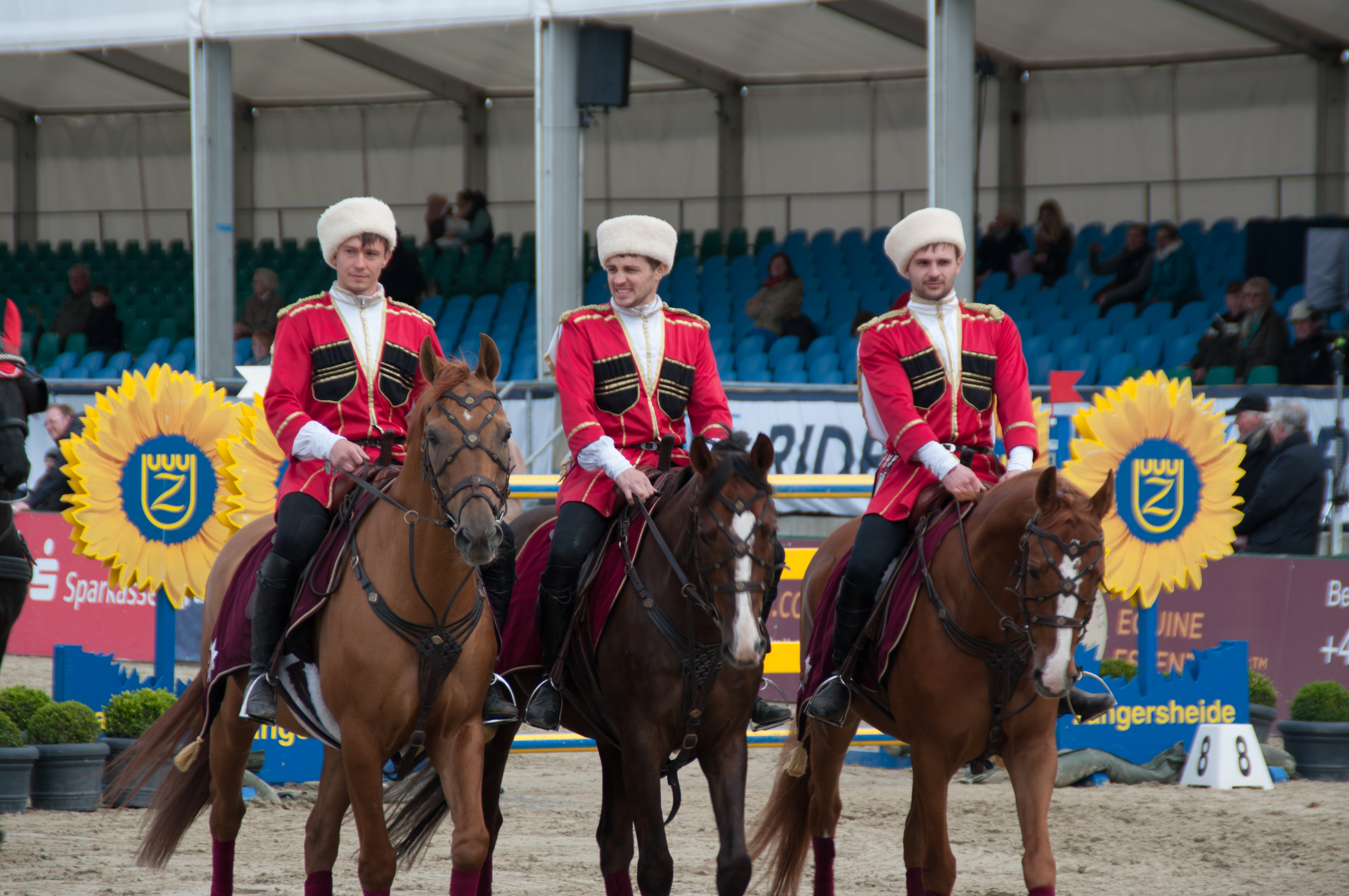
Kreml-Reitschule 2013

Horses & Dreams ist ein internationales Reitturnier, das jährlich Ende April / Anfang Mai in Hagen am Teutoburger Wald ausgetragen wird.
Horses & Dreams wird auf der Anlage von Ullrich und Bianca Kasselmann am Borgberg in Hagen am Teutoburger Wald ausgetragen. Das Turnier wird vom Reitsportclub Osnabrücker Land e. V. und von der P.S.I. Pferdesport Organisationsgesellschaft mbH veranstaltet, letztere veranstaltet an gleicher Stelle eine international bekannte Auktion von Sportpferden.
Das Turnier wird auf zwei Turnierplätzen (einen Dressur- und einen Springplatz) sowie in einer Reithalle (für regionale Wettbewerbe) ausgetragen, umgeben von einem großen Ausstellungs- und Verkaufsbereich. Eigenheit des Turniers ist, dass es jedes Jahr ein anderes Thema hat, welches sich auf das Sport- und Showprogramm und auf den Ausstellungsbereich auswirkt. Das Turnier stellt in der Regel das erste international ausgeschriebene Turnier der „grünen Saison“ in Deutschland dar.

## Geschichte
Die Turniergeschichte begann im Jahr 1997: In diesem Jahr wurde das erste Internationale Jugendreiterfestival, ein Dressurturnier für Reiter bis 21 Jahre, auf dem Hof Kasselmann ausgetragen. Im Jahr 2000 fanden hier die Europameisterschaften der Ponyreiter im Dressur-, Spring- und Vielseitigkeitsreiten statt. Die Ponyreiter-Europameisterschaft der Dressur- und Vielseitigkeitsreiter fand auch im Jahr 2002 in Hagen statt.
Ebenfalls im Jahr 2002 wurde das Jugendreiterfestival in International Riders Festival – Horses & Dreams umbenannt. Mit dieser Umbenennung einher ging auch die Schaffung von Prüfungen für Reiter über 21 Jahren. Seit 2003 wird hier das Berufsreiterchampionat der Dressurreiter ausgetragen.
Im Jahr 2005 wurden die Prüfungen für Reiter über 21 Jahren erstmals international ausgeschrieben, zunächst als CDI 3* und CSI 1*. Zudem wurde das Turnier einmalig über zwei Wochen ausgetragen. Die nächsten zwei Jahre waren nur die Dressurprüfungen international ausgeschrieben. Das Jahr 2008 brachte große Veränderungen für das Turnier: die großen Spring- und Dressurprüfungen wurden als CSI 3* / CDI 3* ausgeschrieben. Zudem wurden die Jugend-Springprüfungen, die inzwischen die deutschen Nationenpreisturniere der Junioren und Jungen Reiter bildeten, als eigenes Turnier im Juni durchgeführt.
Im Folgejahr wurden auch die Jugend-Dressurprüfungen zum Juni-Turnier verlegt, das wieder den Namen Internationales Jugendreiterfestival führt. Im Jahr 2010 kamen zum Jugendreiterfestival das Nationenpreisturnier der Pony-Springreiter hinzu. Zudem werden seit 2010 auch die Nationenpreisturniere der drei Jugend-Altersklassen im Dressurreiten hier durchgeführt.
Das April-/Maiturnier Horses & Dreams wurde 2009 erstmals im Fernsehen live übertragen, seit 2011 ist es Teil der Riders Tour. Im Jahr 2012 wurde das Turnier sowohl in der Dressur als auch im Springen auf 4*-Niveau aufgewertet.
Neben den regulären Turnieren wurden im Jahr 2005 auf dem Hof Kasselmann auch die Europameisterschaften im Dressurreiten ausgetragen, nachdem Moskau als ursprünglich geplanter Veranstaltungsort zurückgezogen hatte.
Nachdem die Besucherzahlen beim ersten Horses & Dreams 20.000 Zuschauer umfasst hatte, stieg die Anzahl bis zum Jahr 2012 auf 68.500 Besucher.
Im Jahr 2012 fanden die Hauptprüfungen im Spring- und Dressurreiten als CSI 4* und CDI 4*, der jeweils zweithöchsten Turnierkategorie dieser Sportarten, statt. Daneben waren noch ein CSIYH 1* für sieben- und achtjährige Springpferde und internationale Amateur-Springprüfungen (CSIAm-A und CSIAm-B) ausgeschrieben. Zudem wurden nationale Prüfungen wie das Berufsreiterchampionat der Dressurreiter ausgetragen.
Neben Horses & Dreams wurde im Jahr 2015 auf dem Hof Kasselmann ein weiteres größes Dressurturnier im Juli ausgetragen: Da aufgrund der Europameisterschaften der CHIO Aachen nicht durchgeführt wird, wurde das deutsche Nationenpreisturnier der Dressurreiter nach Hagen vergeben. Der CDIO Hagen war als CDIO 5* und CDI 4* ausgeschrieben.
Nachdem das Turnier 2020 aufgrund der COVID-19-Pandemie hatte entfallen müssen, konnte es 2021 ohne Zuschauer durchgeführt werden. Aufgrund der geringen Anzahl an Turnieren wenige Monate vor den verschobenen Olympischen Spielen in Tokio war Horses & Dreams 2021 in der Dressur herausragend besetzt: So hatten 17 der Top 20 der Weltrangliste ihre Nennung für das Turnier abgegeben.

### Themen der Turniere
- 2006: Horses & Dreams meets Oman, unter anderem mit einem Distanzritt[10]
- 2007: Horses & Dreams meets China[11]
- 2008: Horses & Dreams meets America mit einem Konzert von Mike Love und Bruce Johnston von den Beach Boys
- 2009: Horses & Dreams meets Italy, unter anderem mit “Una Festa Italiana” – eine italienische Nacht mit Opernarien und Duetten[12]
- 2010: Horses & Dreams meets Mexiko[13]
- 2011: Horses & Dreams meets Germany
- 2012: Horses & Dreams meets Great Britain im Jahr der Olympischen Spiele in London mit dem Start fast der kompletten britischen Dressurmannschaft
- 2013: Horses & Dreams meets Russia[14]
- 2014: Horses & Dreams meets Brazil
- 2015: Horses & Dreams meets Australia
- 2016: Horses & Dreams meets Denmark[15]
- 2017: Horses & Dreams meets Austria[16]
- 2018: Horses & Dreams meets the Royal Kingdom of Jordan
- 2019: Horses & Dreams meets France
- 2021: Horses & Dreams meets Japan (Sports Edition)
- 2022: Horses & Dreams meets Canada
- 2023: Horses & Dreams meets Sweden

## Programm

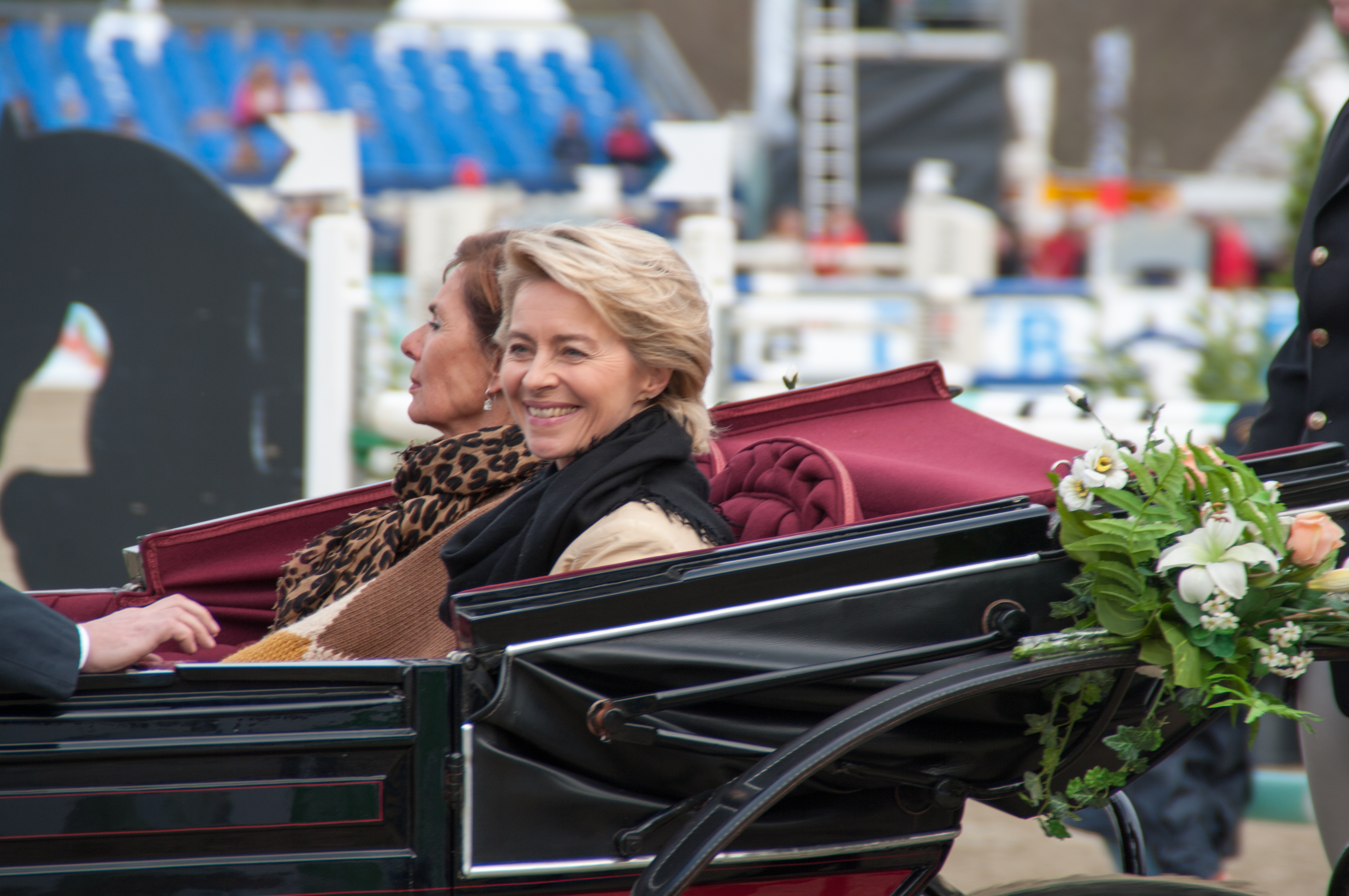
Bundesministerin Ursula von der Leyen als Schirmherrin des Projektes „Reiten gegen den Hunger“ 2013

Das Reitfestival Horses & Dreams umfasst fünf Tage, von Mittwoch bis Sonntag. Das Programm findet hierbei zeitgleich auf mehreren Plätzen statt. Am Mittwoch finden zunächst Einlaufprüfungen statt, den Tagesabschluss bildet die Eröffnungsfeier mit Ökumenischem Gottesdienst. Auch am Donnerstag folgen weitere Einlaufprüfungen, so zum Beispiel die erste Prüfung der Großen Tour im Springreiten. Am Freitag wird das Turnierprogramm fortgeführt.
Der Samstag umfasst auf dem Dressurplatz unter anderem die Wertungsprüfung des seit 2008 abgehaltenen Nachwuchspferde-Grand Prix für 8- bis 10-jährige Dressurpferde. Auf dem Springplatz wird neben der Qualifikationsprüfung zum Großen Preis eine besondere Prüfung ausgetragen. Dies war in den Jahren 2009 und 2010 eine K.O.-Springprüfung mit Joker, seit 2011 wird eine Wahl-Springprüfung ausgeritten.
Der Finaltag umfasst auf dem Dressurplatz einen Grand Prix Spécial und eine Grand Prix Kür, am Nachmittag findet das Finale des Berufsreiterchampionats statt. Das Programm auf dem Springplatz umfasst neben Shownummern insbesondere den Großen Preis der Springreiter.
Zugunsten des Projektes „Reiten gegen den Hunger“ Welthungerhilfe wird das „Rote Pferd“ versteigert. Zum Start des im Jahr 2012 von Gudrun Bauer und Horst Kasselmann gegründeten Projektes wurden dabei 30.000 € erlöst. Den größten Anteil daran hatte Madeleine Winter-Schulze. 2013 wurden 44.000 € zugunsten der Welthungerhilfe erzielt. 2016 wurde im Rahmen eines Benefizkonzert der Big Band der Bundeswehr ein lebensgroßes Lego-Pferd für 150.000 € zugunsten der Aktion versteigert.

## Die wichtigsten Prüfungen

### Dressurreiten

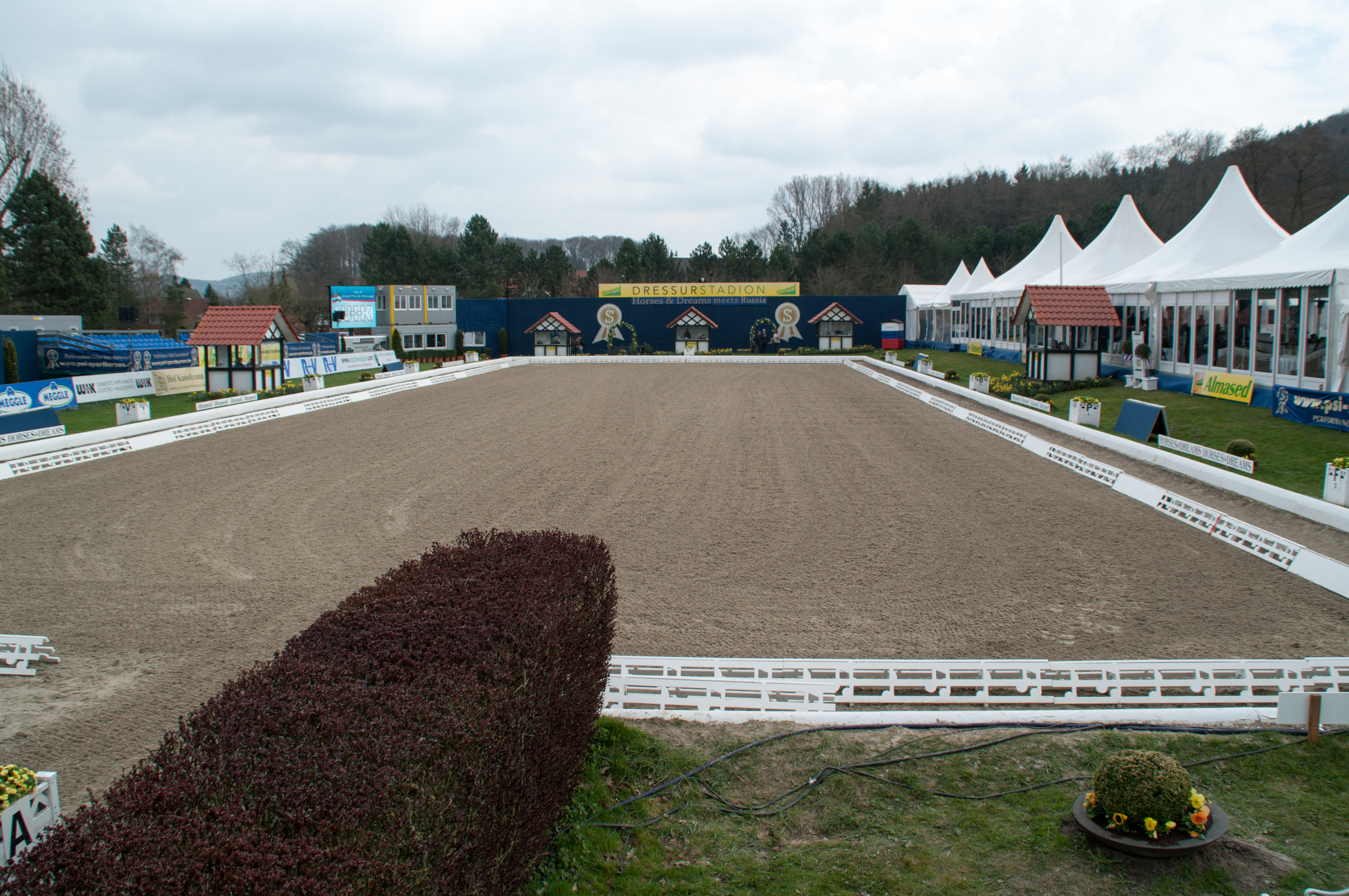
Dressurstadion

Bei der ersten Austragung nach der Aufwertung zum CDI 4* im Jahr 2012 fand sich in Hagen ein sehr starkes Teilnehmerfeld ein: Charlotte Dujardin stellte mit Valegro einen neuen Wertrekord im Grand Prix Spécial auf. Insgesamt wurden in den zwei Grand Prix, im Grand Prix Spécial und in der Grand Prix Kür achtmal Noten von über 80 Prozent vergeben.

#### Grand Prix Spécial
Der CDI bei Horses & Dreams ist in drei Touren unterteilt: einer Kleinen Tour, der Grand Prix Spécial-Tour und der Grand Prix Kür-Tour. Der Grand Prix Spécial als Abschluss der Grand Prix Spécial-Tour wird jeweils am Sonntagmorgen ausgetragen und war im Jahr 2018 mit 11.700 Euro dotiert. Im Jahr 2005 betrug das Preisgeld lediglich 2.500 Euro.
Seit 2009 ist die Prüfung eine Wertungsprüfung der Meggle Champions.
Sieger (ab 2005):
| - 2005: Christilot Hanson-Boylen mit Gachino (72,520 %) - 2006: Isabell Werth mit Satchmo (75,120 %) - 2007: Monica Theodorescu mit Whisper (75,120 %) - 2008: Isabell Werth mit Satchmo (79,120 %) - 2009: Laura Bechtolsheimer mit Mistral Hojris (74,375 %) - 2010: Tinne Vilhelmson Silfvén mit Favourit (75,000 %) - 2011: Laura Bechtolsheimer mit Mistral Hojris (81,583 %) - 2012: Charlotte Dujardin mit Valegro (88,022 %) - 2013: Laura Tomlinson mit Mistral Hojris (81,021 %) - 2014: Kristina Sprehe mit Desperados FRH (80,980 %) |  |  | - 2015: Kristina Sprehe mit Desperados FRH (82,059 %) - 2016: Kristina Sprehe mit Desperados FRH (81,745 %) - 2017: Sönke Rothenberger mit Cosmo (81,686 %) - 2018: Sönke Rothenberger mit Cosmo (82,255 %) - 2019: Sönke Rothenberger mit Cosmo (79,638 %) - 2021: Charlotte Dujardin mit Freestyle (82,872 %) - 2022: Isabell Werth mit DSP Quantaz (78,915 %) |

#### Grand Prix Kür
Die Grand Prix Kür, die wie der Grand Prix Spécial international ausgeschrieben ist, findet am Sonntagmittag statt. Er war 2018 ebenfalls mit 11.700 Euro dotiert, im Jahr 2005 waren dies 2.500 Euro. Die Prüfung ist dem verstorbenen George Theodorescu gewidmet.
Sieger (ab 2005):
| - 2005: Elena Kalinina mit Royal Black Label (77,125 %) - 2006: Susanne Lebek mit Healey’s Beluga (73,810 %) - 2007: Alexandra Korelowa mit Balagur (76,750 %) - 2008: Heike Kemmer mit Bonaparte (75,700 %) - 2009: Heike Kemmer mit Bonaparte (76,250 %) - 2010: Jeannette Haazen mit Nartan (77,100 %) - 2011: Laura Bechtolsheimer mit Andretti H (78,725 %) - 2012: Matthias Alexander Rath mit Totilas (88,025 %) - 2013: Andreas Helgstrand mit Akeem Foldager (79,575 %) - 2014: Hans Peter Minderhoud mit Romanov (76,475 %) |  |  | - 2015: Patrik Kittel mit Deja (80,225 %) - 2016: Patrik Kittel mit Deja (80,300 %) - 2017: Cathrine Dufour mit Cassidy (80,200 %) - 2018: Kristina Sprehe mit Desperados FRH (83,850 %) - 2019: Shelly Francis mit Danilo (79,755 %) - 2021: Charlotte Dujardin mit Gio (84,040 %) - 2022: Frederic Wandres mit Duke of Britain FRH (83,630 %) |

#### Berufsreiterchampionat
In den Jahren 2003 bis 2013 fand das (seit 1995 ausgetragene) Berufsreiterchampionat der Dressurreiter in Hagen statt. Seit 2014 wird es in Unna ausgetragen. Teilnahmeberechtigt am Berufsreiterchampionat sind Berufsreitlehrer, Pferdewirte Reiten/Klassische Reitausbildung oder Pferdewirtschaftsmeister (Reitausbildung) sind. Sie müssen in den zwei Jahren vor der Prüfung in einer Prüfung auf Grand Prix-Niveau ein Ergebnis von wenigstens 63 Prozent erreicht haben.
Das national ausgeschriebene Finale des Berufsreiterchampionats bildete den Abschluss des Turniers auf dem Dressurplatz. Das Finale wurde als Kurz-Grand Prix der besten drei Reiter aus den Qualifikationsprüfungen durchgeführt. In dieser Prüfung musste jeder Reiter zunächst sein eigenes Pferd reiten, nachfolgend musste er zudem die Pferde seiner zwei Konkurrenten reiten. Das Preisgeld der Prüfung, die in memoriam Herbert Rehbein ausgetragen wurde, betrug 3.000 Euro.
Sieger (ab 2005):
- 2005:  Katrin Bettenworth, bestes Pferd: Insterburg (zu Insa Hansen)
- 2006:  Falk Rosenbauer, bestes Pferd: Jamiro Rosso (zu Falk Rosenbauer)
- 2007:  Heiner Schiergen, bestes Pferd: Di Caprio (zu Bianca Kasselmann)
- 2008:  Bianca Kasselmann, bestes Pferd: Las Marismas (zu Stefanie Kerner)
- 2009:  Burfeind Hartwig, bestes Pferd: Cockney (zu Sonja Bolz)
- 2010:  Burfeind Hartwig, bestes Pferd: Norblin (zu Johannes Augustin)
- 2011:  Burfeind Hartwig, bestes Pferd: Napolitain d'excellence (zu Sonja Bolz)
- 2012:  Bianca Kasselmann, bestes Pferd: Weltclassiker (zu Bianca Kasselmann)
- 2013:  Thomas Wagner, bestes Pferd: Weltclassiker (zu Bianca Kasselmann)

### Springreiten

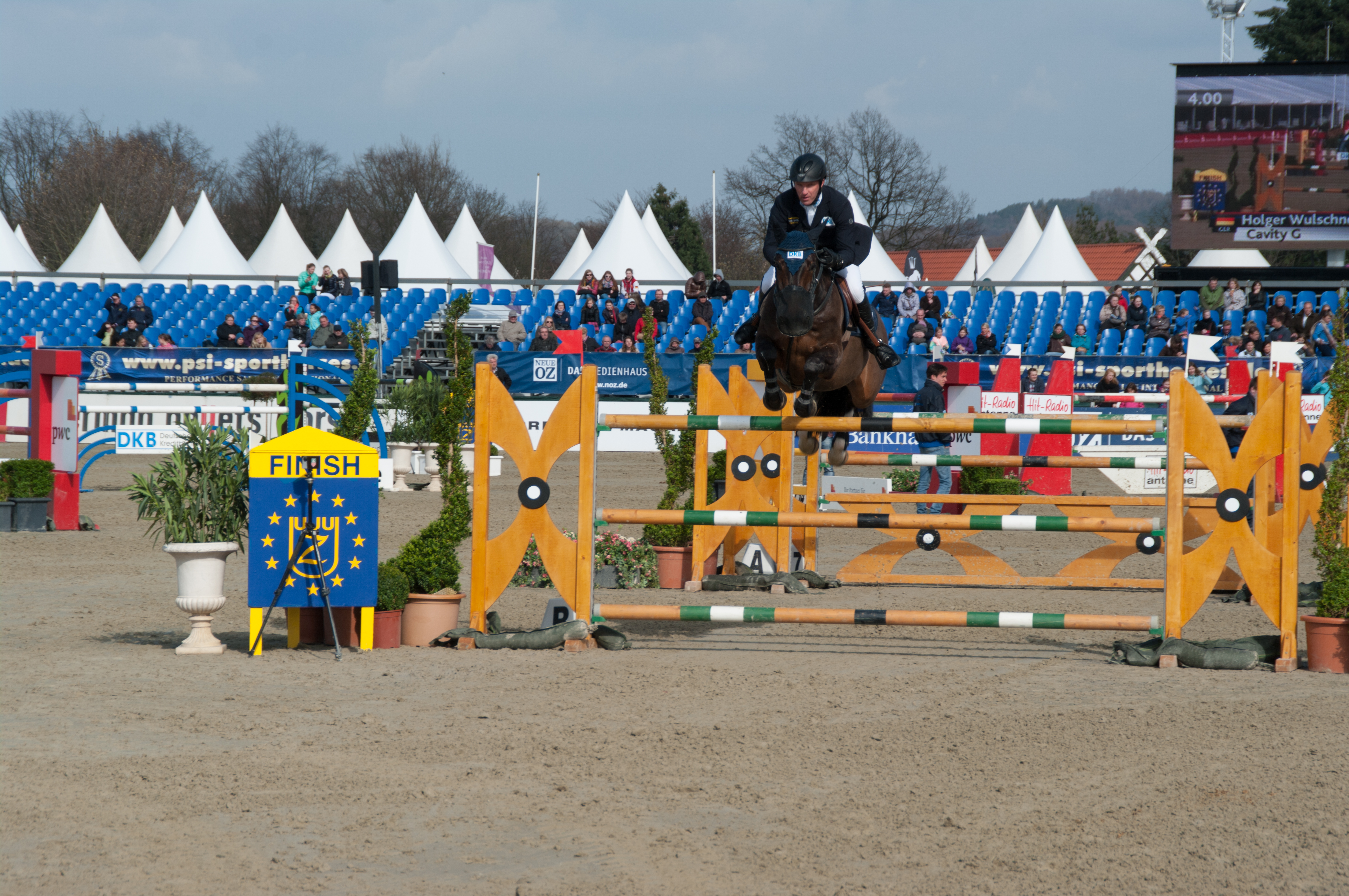
Springwettbewerb 2013

#### Großer Preis
Der Große Preis findet jeweils am frühen Sonntagnachmittag statt. Er ist seit 2011 Wertungsprüfung der Riders Tour und wird seitdem als Springprüfung mit zwei unterschiedlichen Umläufen durchgeführt. Die Prüfung wurde im Jahr 2018 von der Deutschen Kreditbank gesponsert und war mit 75.000 € dotiert. Im Jahr 2006 betrug das Preisgeld im Vergleich hierzu 14.600 Euro, die zwei Großen Preise 2005 waren mit 2.500 € bzw. rund 5.000 € dotiert.
Sieger (ab 2005):
| - 2005 (erste Woche): Marcus Ehning mit For Fun - 2005 (zweite Woche): Katharina Offel mit Rubin-Ascot - 2006: Christian Ahlmann mit Perry Lee - 2007: Heinrich-Hermann Engemann mit Aboyeur W - 2008: Otto Becker mit Lunatic - 2009: Beat Mändli mit Quanta Costa - 2010: Meredith Michaels-Beerbaum mit Checkmate - 2011: Willem Greve mit Ukato - 2012: Katrin Eckermann mit Carlson - 2013: John Whitaker mit Argento - 2014: Holger Wulschner mit Fine Lady |  |  | - 2015: David Will mit Colorit - 2016: Philipp Weishaupt mit Chico - 2017: Emanuele Gaudiano mit Caspar - 2018: Denis Nielsen mit DSP Cashmoaker - 2019: Katrin Eckermann mit Caleya - 2021: Maurice Tebbel mit Don Diarado - 2022: Janne Friederike Meyer-Zimmermann mit Messi van't Ruytershof |

## Medien
Nachdem in den Jahren zuvor nur Berichte vom Turnier im NDR Fernsehen gezeigt worden waren, gab es erstmals im Jahr 2008 Übertragungen der Reitsportwettbewerbe im Fernsehen. Im Jahr 2008 übertrug das NDR Fernsehen den Großen Preis am Sonntag live, zudem wurde am Samstag live die Spiel- und Quizshow „Der Norddeutsche Länder-Wettkampf – in den Sattel, fertig, los!“ mit Cornelia Poletto, Horst Hrubesch, Till Demtrøder und Eva Habermann produziert und im NDR gesendet.
Im Jahr 2009 übertrugen der NDR und das WDR Fernsehen am Samstag und Sonntag live die Hauptspringprüfungen, 2010 galt selbiges für den NDR. Vom Turnier 2011 sollte der Große Preis vom Ersten Deutschen Fernsehen übertragen werden, hierbei sollte auch der erste Auftritt von Matthias Alexander Rath und Totilas bei den Dressurwettbewerben gezeigt werden. Da Totilas jedoch verletzungsbedingt nicht startete, wurde die Übertragung kurzfristig gestrichen. Die alleinige Übertragung der Springprüfung wäre laut Angabe der Programmverantwortlichen gegen die zeitgleich stattfindende Formel-1-Übertragung untergegangen.
Auch im Jahr 2012 gab es keine TV-Übertragung. Der NDR zeigte auf seiner Internetseite jedoch Grand Prix de Dressage und Grand Prix Kür, bei dem Totilas erstmals seit acht Monaten wieder bei einem Turnier starteten. 2013 wurden am Samstag und Sonntag Springprüfungen auf der NDR-Internetseite übertragen.
Von 2008 bis 2010 wurden die Dressurprüfungen vom damaligen Titelsponsor des Nachwuchspferde-Grand Prix, der CP Medien AG aus Ludwigsburg, live im Internet übertragen. Seit dem Jahr 2011 überträgt der deutsche IPTV-Sender ClipMyHorse die Spring- und Dressurprüfungen des Turniers im Internet live.